# Boris Goldstein
Boris Adrián Goldstein (ur. 4 września 1966) – argentyński zapaśnik walczący w obu stylach. Olimpijczyk z Los Angeles 1984, gdzie odpadł w eliminacjach w kategorii 68 kg.